# Sundance Film Festival 2013
Das 29. Sundance Film Festival fand vom 17. Januar bis 27. Januar 2013 in Park City, Utah statt. Die Filmvorführungen wurden in Lichtspielhäusern in Salt Lake City, Ogden und Sundance, jeweils im US-Bundesstaat Utah, gezeigt.
Von den über 4000 eingereichten Spielfilmen wurden 119 ausgewählt. Bei dem diesjährigen Festival debütierten erstmals 51 Filmemacher aus 32 Ländern. Zum ersten Mal in der Geschichte des Festivals stammte die Hälfte der Filme von Frauen.

## Preisträger
Die Preisverleihung fand am 26. Januar 2013 in Park City statt.

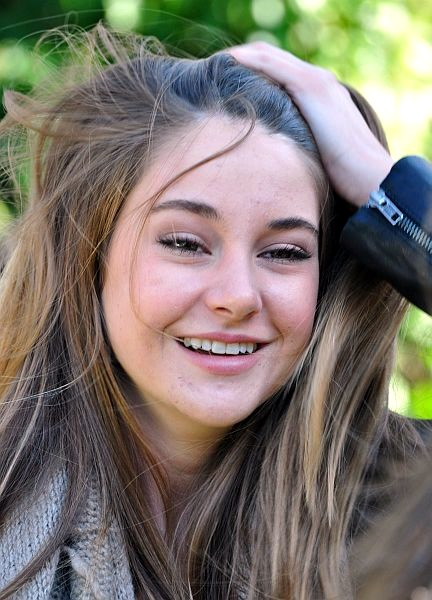
Shailene Woodley gewinnt den „Dramatic Special Jury Award“ als beste Schauspielerin

- U.S. Grand Jury Prize: Dramatic – Fruitvale (deutsch: Nächster Halt: Fruitvale Station)
- U.S. Grand Jury Prize: Documentary – Blood Brother
- World Cinema Grand Jury Prize: Dramatic – Jiseul
- World Cinema Grand Jury Prize: Documentary – A River Changes Course
- Audience Award: World Cinema: Dramatic – Metro Manila
- Audience Award: World Cinema: Documentary – The Square
- Audience Award: U.S. Dramatic presented by Acura – Fruitvale (deutsch: Nächster Halt: Fruitvale Station)
- Audience Award: U.S. Documentary presented by Acura – Blood Brother
- Audience Award: Best of NEXT – This is Martin Bonner
- Directing Award: U.S. Dramatic – Afternoon Delight
- Directing Award: U.S. Documentary – Cutie and the Boxer
- Directing Award: World Cinema Dramatic – Crystal Fairy
- Directing Award: World Cinema Documentary – The Machine Which Makes Everything Disappear
- Cinematography Award: World Cinema Dramatic – Lasting
- Cinematography Award: U.S. Documentary – Richard Rowley für Dirty Wars
- Cinematography Award: U.S. Dramatic – Ain’t Them Bodies Saints
- Cinematography Award: U.S. Dramatic – Mother of George
- Cinematography Award: World Cinema Documentary – Who Is Dayani Cristal?
- U.S. Documentary Special Jury Award for Achievement in Filmmaking – Inequality for All
- U.S. Documentary Special Jury award for Achievement in Filmmaking – American Promise
- U.S. Dramatic Special Jury Award for Acting – Miles Teller und Shailene Woodley für The Spectacular Now
- U.S. Dramatic Special Jury Award for Sound Design – Shane Carruth und Johnny Marshall für Upstream Color
- World Cinema Dramatic Special Jury Award – Circles
- World Cinema Documentary Special Jury Award for Punk Spirit – Pussy Riot: A Punk Prayer
- Editing Award: World Cinema Documentary – The Summit
- Editing Award: U.S. Documentary – Gideon’s Army
- Screenwriting Award: World Cinema Dramatic – Wajma (An Afghan Love Story)
- Waldo Salt Screenwriting Award: U.S. Dramatic – In A World …
- Alfred P. Sloan Feature Film Preis – Computer Chess
- Short Film Grand Jury Preis – The Whistle
- Short Film Jury Award: U.S. Fiction – Whiplash
- Short Film Jury Award: International Fiction – The Date
- Short Film Jury Award: Non-fiction – Skinningrove
- Short Film Jury Award: Animation – Irish Folk Furniture
- Short Film Special Jury Award for Acting – Joel Nagle für Palimpsest
- Short Film Special Jury Award – Kahlil Joseph für Until the Quiet Comes
- Short Film Audience Award, Presented by YouTube – Catnip: Egress to Oblivion?[5]
- Sundance/NHK International Filmmaker Award – Kentaro Hagiwara für Spectacled Tiger[6]

## Jurymitglieder
| U.S. Documentary Jury - Liz Garbus - Davis Guggenheim - Gary Hustwit - Brett Morgen - Diane Weyermann World Documentary Jury - Sean Farnel - Robert Hawk - Enat Sidi | U.S. Dramatic Jury - Ed Burns - Wesley Morris - Rodrigo Prieto - Thomas Rothman - Clare Stewart World Dramatic Jury - Anurag Kashyap - Nadine Labaki - Joana Vicente | Alfred P. Sloan Preis Jury - Paula S. Apsell - Darren Aronofsky - Scott Z. Burns - André Fenton - Lisa Randall Short Film Jury - Mike Farah - Don Hertzfeldt - Magali Simard |